# Senso
 (mars 2025).
Si vous disposez d'ouvrages ou d'articles de référence ou si vous connaissez des sites web de qualité traitant du thème abordé ici, merci de compléter l'article en donnant les références utiles à sa vérifiabilité et en les liant à la section « Notes et références ».
Pour plus de détails, voir Fiche technique et Distribution.
Senso est un film italien réalisé par Luchino Visconti sorti en 1954, tourné à Vérone et tiré de la nouvelle Senso, carnet secret de la comtesse Livia (1883) de Camillo Boito. C'est son premier film en couleur. 

## Synopsis
En 1866, dans la ville de Venise, qui est encore sous contrôle autrichien alors que l'Italie est sur le point d'être unifiée, une manifestation nationaliste italienne interrompt une représentation de l'opéra Le Trouvère donnée à La Fenice. Son organisateur, le marquis Roberto Ussoni, membre du mouvement révolutionnaire clandestin, provoque en duel un officier de l'armée autrichienne d'occupation, Franz Mahler, qui s'est moqué de la manifestation. La comtesse Livia Serpieri, cousine d'Ussoni, dont elle partage les convictions, contrairement à son mari, fait à cette occasion la connaissance du lieutenant Mahler, qu'elle tente de dissuader de se battre.
Le problème du duel est alors résolu par le départ en exil d'Ussoni, dont les activités révolutionnaires ont été dénoncées. Bien qu'elle soupçonne dans un premier temps Mahler d'être responsable de la dénonciation, et malgré les remords qu'elle éprouve à trahir son mari, Livia s'éprend passionnément du lieutenant et devient sa maîtresse.
Le couple se retrouve régulièrement dans une chambre meublée. Un jour, ayant attendu Franz en vain, Livia part à sa recherche. Elle se rend notamment dans le logement qu'il partage avec des camarades qui lui dévoilent la réputation de noceur de son amant. Désespérée de l'abandon de Franz, la comtesse quitte Venise pour Aldeno en compagnie de son mari, qui espère y être protégé des conséquences éventuelles de la guerre qui vient d'être déclarée entre l'Autriche et la Prusse, alliée de l'Italie. Elle emporte avec elle une importante somme d'argent à remettre aux troupes italiennes de libération, qu'Ussoni, revenu à Venise, a insisté pour lui confier.

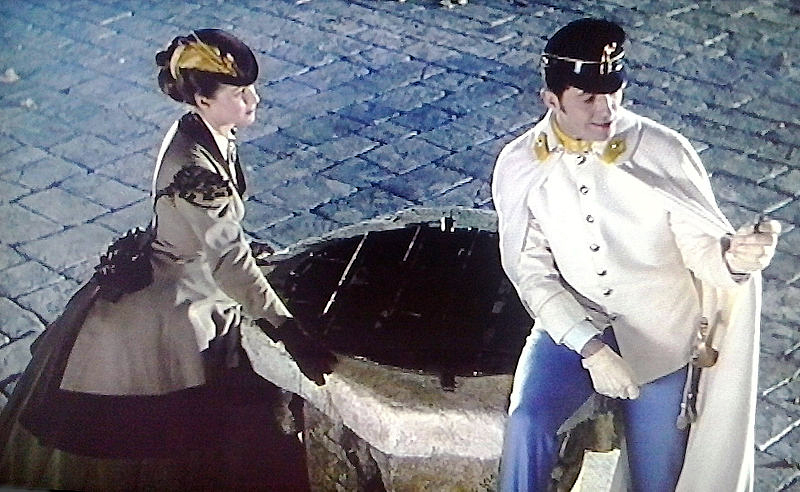
Alida Valli et Farley Granger dans la scène du puits.

Pendant que les combats s'engagent, Livia oublie peu à peu le lieutenant Mahler. Cependant, lorsque Franz la rejoint et lui affirme que seule la volonté de résister à son amour grandissant pour elle l'a poussé à interrompre leurs rendez-vous, l'amour que lui porte Livia renaît et Mahler réussit même à persuader la comtesse de lui donner une part importante de l'argent à transmettre aux patriotes italiens, afin qu'il puisse corrompre un médecin de l'armée et se faire réformer.
Parti à Vérone rejoindre le siège du commandement de son régiment, le lieutenant Mahler informe par lettre Livia qu'il a bien été réformé et lui donne sa nouvelle adresse, en lui demandant toutefois de ne pas le rejoindre. Cependant, folle d'inquiétude à l'idée de l'avancée vers Vérone des troupes italiennes, Livia part retrouver son amant, abandonnant sans regret son mari et tout ce qui a constitué sa vie passée.
Pendant qu'Ussoni trouve la mort à la bataille de Custoza, sévère défaite italienne, la comtesse arrive chez le lieutenant Mahler, qu'elle trouve ivre et en compagnie d'une prostituée. Dans un discours amer et cruel, Franz dénonce sa propre lâcheté et l'aveuglement de Livia. Il reconnaît en particulier être responsable de la condamnation à l'exil du marquis Ussoni. Devant les moqueries de son amant, la comtesse s'enfuit et se rend au quartier général de l'armée autrichienne, où elle dénonce Mahler comme déserteur. Malgré le dégoût qu'il a pour la délation, le général fait fusiller le lieutenant et le film s'achève sur l'image de Livia hurlant le nom de son amant dans les rues de Vérone, au milieu des Autrichiens qui fêtent dans l'ivresse la victoire de leur armée.

## Fiche technique
- Titre : Senso
- Réalisateur : Luchino Visconti

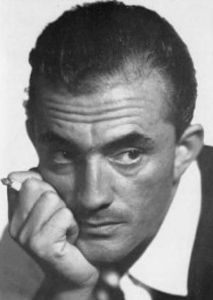
Luchino Visconti.

- Scénario : Suso Cecchi D'Amico, Luchino Visconti avec la collaboration de Giorgio Prosperi, Giorgio Bassani, Carlo Alianello. Collaborateurs pour les dialogues Tennessee Williams et Paul Bowles, d'après la nouvelle Senso, carnet secret de la comtesse Livia (1883) de Camillo Boito
- Musique : Giuseppe Verdi (Le Trouvère), Bruckner (Symphonie no 7 en mi majeur)
- Assistants réalisateur : Aldo Trionfo, Giancarlo Zagni, Francesco Rosi, Franco Zeffirelli, Jean-Pierre Mocky (non crédité)
- Directeur de la photographie : Aldo Graziati puis Robert Krasker
- Conseillers pour le son : Vittorio Trentino et Aldo Calpini
- Conseillers pou r le Technicolor : John Graig et Neil Biney
- Chef opérateur : Giuseppe Rotunno
- Décors : Ottavio Scotti
- Costumes : Marcel Escoffier, Piero Tosi
- Montage : Mario Serandrei (non crédité)
- Production : Lux Film
- Sortie :
  - Italie : 2 septembre 1954
  - France : 3 février 1956
- Genre : drame historique
- Durée : 115 minutes

## Distribution
- Alida Valli : la comtesse Livia Serpieri
- Farley Granger : Franz Mahler
- Massimo Girotti : Roberto Ussoni
- Rina Morelli : Lora, la gouvernante
- Heinz Moog : le comte Serpieri
- Christian Marquand : un officier
- Sergio Fantoni : Luca
- Tino Bianchi : le capitaine Meucci
- Ernst Nadherny : le commandant de la place de Vérone
- Marcella Mariani : Clara, la prostituée à Vérone
- Tonio Selwart : le colonel Kleist
- Goliarda Sapienza : une patriote au théâtre[1]
- Cristoforo De Hartungen : le général Hauptmann
- Marianna Leibl : la générale Hauptmann
- Jean-Pierre Mocky : un soldat (non crédité)
- Marcella Rovena : (rôle indéterminé, non crédité)

## Commentaire
Visconti s'est inspiré de la nouvelle Senso, carnet secret de la comtesse Livia, publiée en 1883 par l'architecte et écrivain italien Camillo Boito (1836-1914). L'ouvrage de Boito se présente sous la forme du journal intime de la comtesse Livia Serpieri qui, à l'âge de trente-neuf ans, raconte l'histoire d'amour qu'elle a vécue, seize ans plus tôt, avec le lieutenant autrichien Remigio Ruz.
Visconti a conservé la structure de la nouvelle et la forme narrative à la première personne, mais son film présente de grandes différences avec l'œuvre originale, en particulier dans le traitement du personnage de la comtesse et dans celui de l'arrière-plan historique. Chez Boito, Livia Serpieri est une femme antipathique, qui ne recherche qu'un plaisir égoïste et sensuel dans sa liaison avec le lieutenant Ruz, entamée quelques semaines seulement après son mariage, alors que Visconti présente la comtesse comme la victime malheureuse d'une passion irrésistible pour un homme plus jeune qu'elle. Le contexte historique du Risorgimento, secondaire dans le roman, devient un élément essentiel du film de Visconti, qu'il rend porteur d'un message politique. Ainsi, le cinéaste crée le personnage d'Ussoni et fait de sa comtesse une ardente patriote italienne impliquée dans la lutte pour l'indépendance, alors que celle de Boito est favorable aux Autrichiens.
Quatrième long métrage de Visconti, Senso reçut de la critique un accueil mitigé. On reprocha en particulier au réalisateur d'avoir abandonné le néo-réalisme de ses trois précédents films (Les Amants diaboliques, La terre tremble et Bellissima) pour diriger son intérêt vers les hautes sphères de la société. Le film connut un certain succès auprès du public, mais se révéla malgré tout déficitaire de sorte que, selon la scénariste Suso Cecchi D'Amico, Visconti ne trouva pas de producteur prêt à financer son projet suivant, le film Nuits blanches.

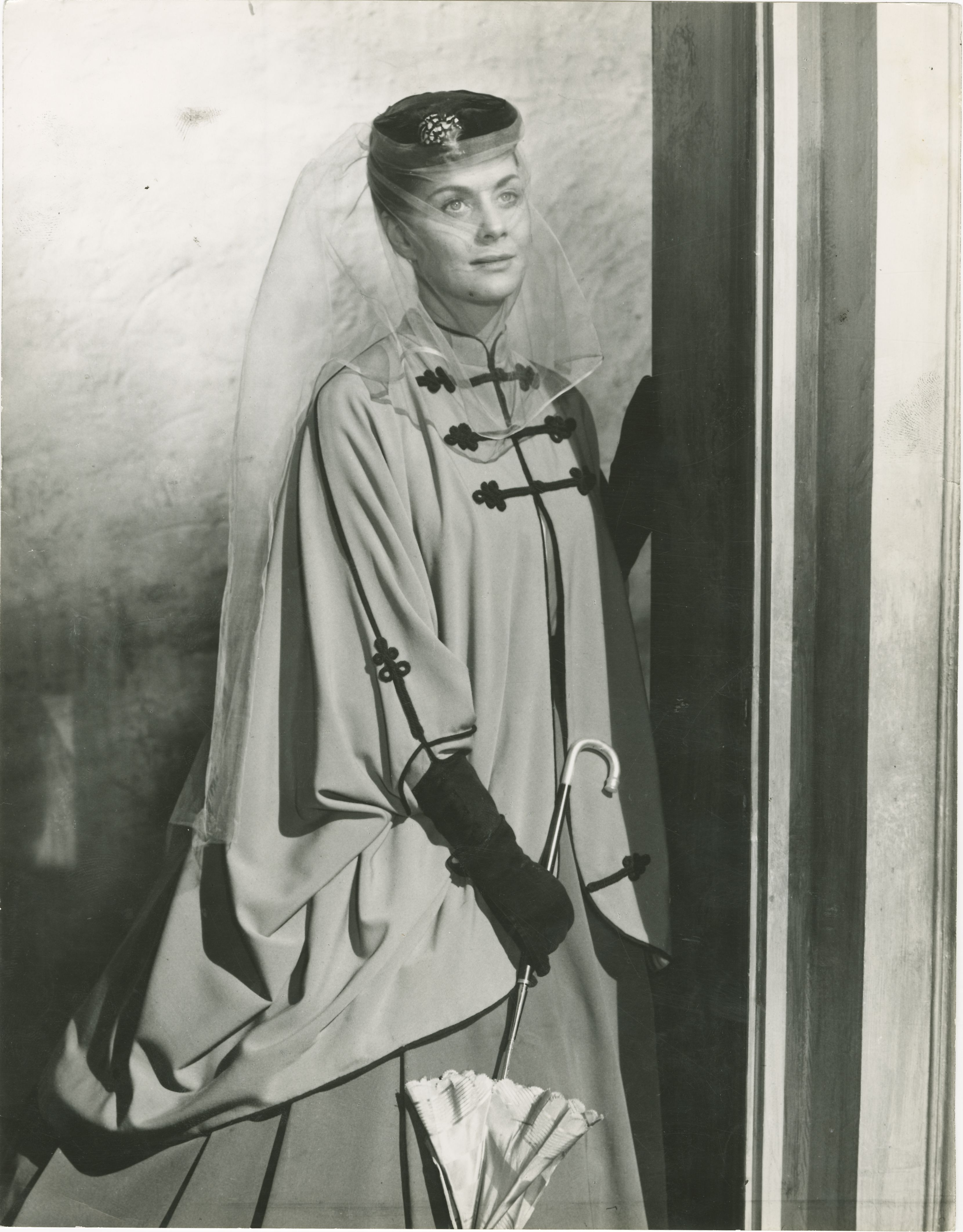
Les costumes de l'époque ont été recréés avec le plus grand soin après de minutieuses recherches iconographiques.

Senso est une incontestable réussite esthétique : un grand soin a été apporté aux costumes et aux décors, toutes les scènes sont admirablement cadrées et les couleurs vives du Technicolor ainsi que l'emploi de milliers de figurants contribuent à faire de cette reconstitution historique un film à grand spectacle, qui atteint son apogée au cours de la scène de la bataille de Custoza. Les acteurs principaux eux-mêmes, Alida Valli et Farley Granger, qui remplacent Ingrid Bergman et Marlon Brando, avec lesquels aurait souhaité tourner Visconti, sont des modèles de beauté.
Le contenu moral et philosophique du film est en revanche beaucoup plus sombre. Comme il le fera à nouveau dans Le Guépard en 1963, Visconti présente dans Senso (littéralement : « sens », comme dans « sensuel », mais aussi « dégoût ») le déclin d'une classe sociale, l'aristocratie, dans le contexte de l'unification italienne : le lieutenant autrichien est lâche et amoral tandis que Livia Serpieri, aveuglée par ses sentiments, est pitoyable. La vision que nous donne ici Visconti de la passion amoureuse est également très pessimiste : extrême jusqu'à l'absurde, son amour pour le lieutenant Mahler amène la comtesse à trahir ses idéaux, tant moraux que politiques, et la conduit même, à la fin du film, au bord de la folie. De ce point de vue, Senso n'est pas unique dans l'œuvre de Visconti : Les Damnés ou Mort à Venise dépeignent également des relations amoureuses déséquilibrées, bien que moins extrêmes.
L'arrière-plan historique confère en outre au film un sens politique. Visconti y raconte la bataille de Custoza, perdue le 24 juin 1866 par les troupes indépendantistes italiennes face à l'armée autrichienne, malgré le fort avantage numérique italien. D'après Visconti, cette défaite fut d'autant plus tragique qu'elle fut inutile, l'Autriche devant capituler devant la Prusse un mois plus tard et abandonner la Vénétie. Le cinéaste a voulu montrer que Custoza était la défaite d'une classe sociale, qui avait combattu seule : à part au cours de la scène de manifestation à l'opéra sur laquelle s'ouvre le film, la lutte pour l'indépendance n'est pas décrite comme un mouvement populaire, mais comme un combat de la couche aisée de la société italienne, auquel le peuple ne prend pas part.
On peut aussi voir à travers cette peinture de la défaite de Custoza une allusion à l'évanouissement des espoirs de révolution communiste après la Libération de l'Italie, Visconti étant lui-même un communiste convaincu.
Pour cette raison peut-être, le film eut des démêlés avec la censure. Le titre que voulait au départ lui donner Visconti, Custoza, fut refusé au motif que l'Italie, au sortir de la Seconde Guerre mondiale, n'avait pas besoin de se souvenir de ses défaites, et la scène finale dut être tournée à nouveau : la fin prévue par Visconti, qui montrait la joie d'un petit soldat autrichien ivre hurlant « Vive l'Autriche », fut remplacée par le spectacle, plus conformiste, de l'exécution de Franz.

## Autour du film
- Le grand opérateur Aldo Graziati, dit G.-R. Aldo, qui avait photographié La terre tremble en 1948, mourut d'un accident de voiture le 14 novembre 1953, au cours du tournage de Senso. Francesco Rosi et Franco Zeffirelli, assistants réalisateurs, proposèrent de le remplacer par Giuseppe Rotunno qui, surtout, depuis un an, avait travaillé à ses côtés dans d'autres films. Visconti n'avait pas confiance et ce n'est qu'à la défection du grand directeur de la photo Robert Krasker que Rotunno dut de filmer l'exécution finale et le voyage en carrosse de la comtesse Serpieri (Alida Valli). Pour tout encouragement, le cinéaste l'avait prévenu : « N'attends aucune aide de ma part, fais voir ce que tu sais faire[6] ! »
- L'œuvre tout entière et, du moins, la séquence d'ouverture de Senso, filmée sur la scène de La Fenice de Venise — le passage du 3e acte du Trouvère de Giuseppe Verdi, où Manrico renonce à Leonora pour sauver sa mère de la sentence de mort proférée à son encontre par le comte de Luna, et le chœur qui s'ensuit —, aurait, selon Franco Zeffirelli, collaborateur de Luchino Visconti, trouvé son inspiration dans cette mémorable soirée du 2 février 1953, donnée à La Scala de Milan, dans laquelle Maria Callas, égérie du cinéaste, interprétait Leonora. Il décrit ainsi cette représentation à laquelle il assista, en compagnie de Luchino Visconti : « Au début du quatrième acte quand la soprano vient sur le devant de la scène, pour offrir au public son chant, le chant de la femme seule dans la nuit, près de la tour où son bien-aimé est prisonnier, l'impression était vraiment extraordinaire, bouleversante. Cette impression suggéra probablement à Visconti ce qui aujourd'hui est un film qui s'appelle Senso. »
- Le dénouement du film — l'exécution de Franz Mahler —, qui ne correspondait nullement aux vœux de Luchino Visconti (voir commentaire plus haut), fut tourné non à Vérone, que l'équipe avait déjà quittée, mais au château Saint-Ange à Rome.